# Aujourd'hui peut-être...
Pour la chanson, voir Aujourd'hui peut-être.
Pour plus de détails, voir Fiche technique et Distribution.
Aujourd’hui peut-être... est un film franco-italien, réalisé par Jean-Louis Bertuccelli et sorti en 1991.

## Synopsis
Bertille, veuve septuagénaire, s’est finalement décidée à vendre sa maison située dans un petit village du Loiret pour aller habiter chez sa fille. À cette occasion, elle organise un beau jour d’été un repas où elle convie toute la famille. Mais manque à l’appel son fils prodigue Raphaël, un voyou recherché par la police et qu’elle n'a pas revu depuis près de quinze ans. Malgré maintes publications ostentatoires dans la presse annonçant la vente de la maison, elle est sans nouvelles de Raphaël. Alors que la réunion familiale tourne en luttes intestines, Bertille est alertée par un cri bizarre d’oiseau qu'elle est seule à identifier : c’est Raphaël qui lui signale discrètement sa présence. Quand Raphaël reprend sa cavale après leurs émouvantes retrouvailles, Bertille est submergée par ses émotions : elle ne quittera pas vivante la demeure familiale...

## Fiche technique
- Titre original : Aujourd’hui peut-être...
- Titre italien : Un giorno, forse...
- Réalisation : Jean-Louis Bertuccelli
- Scénario : Jean-Louis Bertuccelli et Isabelle Mergault d’après son histoire
- Dialogues : Isabelle Mergault
- Décors : Jean-Jacques Gernolle
- Costumes : Annie Bodin
- Photographie : Bernard Lutic
- Son : Jean-Pierre Ruth
- Montage : Nicolas Barachin
- Musique : Paul Misraki
- Production : Jacques Bar, Jean-Bernard Fetoux, Michel Frichet, Klaus Hellwig, Marie-Christine de Montbrial, Jo Siritzky, Giovannella Zannoni
- Sociétés de production : Cineritmo (Italie), Agepro Cinéma (France), Cité Films (France), MF Productions (France), Sedpa (France), SGGC (Société générale de gestion cinématographique, France), avec la participation de Canal+ (France), du CNC (france), et d’Investimage (France)
- Sociétés de distribution : Agepro Cinéma (France), Écrans Distribution (France), Nouvelles Messageries Vidéo (France), Motion Media (étranger)
- Pays d'origine :  France,  Italie[1],[2]
- Langue originale : français
- Format : couleur par Kodak — 35 mm — 1.66 — son monophonique Dolby
- Genre : comédie dramatique
- Durée : 88 minutes
- Date de sortie : 
  - France : 20 mars 1991
- (fr) Classifications CNC : tous publics, Art et Essai (visa d'exploitation no 68882 délivré le 13 février 1991)

## Distribution
- Giulietta Masina : Bertille
- Véronique Silver : Christiane
- Éva Darlan : Marie
- Jean Benguigui : Marcel
- Jean-Paul Muel : Romain
- Muni : Thérèse
- Jean Mercure : Gaby
- Michel Berto : Bruno
- Christian Rauth : Renaud
- Jacques Toja : Jean-François
- Maxime Leroux : Raphaël
- Anna Gaylor : Delphine
- Georges Staquet : Alain
- Isabelle Mergault : Élisa

## Production

### Casting
Dernier long métrage de Giulietta Masina décédée en 1994.

### Tournage
- Période de prises de vue : été 1990.
- Extérieurs : Nanteau-sur-Lunain (Seine-et-Marne). Mais l'action est censée se dérouler en province, dans le Loiret[1].